# إدواردو روبيو
إدواردو روبيو (بالإسبانية: Eduardo Rubio)‏ (و. 1983  م) هو لاعب كرة قدم، من تشيلي، ولد في تشوكويكاماتا، يلعب كمهاجم.

## روابط خارجية
- إدواردو روبيو على موقع قاعدة بيانات كرة القدم.إي يو (الإنجليزية)
- إدواردو روبيو على موقع ناشيونال فوتبول تيمز (الإنجليزية)
- إدواردو روبيو على موقع Soccerway.com (الإنجليزية)
- إدواردو روبيو على موقع عالم كرة القدم.نت (الإنجليزية)